# Geothallus tuberosus
Geothallus là một chi rêu tản thuộc họ Sphaerocarpaceae. Chi có một loài Geothallus tuberosus, là loài đặc hữu của phía nam California. Môi trường sống tự nhiên của chúng là sa mạc nóng. Chúng hiện đang bị đe dọa vì mất môi trường sống.